# Les Challenges Phosphatiers
Les Challenges Phosphatiers sind eine Serie von drei Radsport-Eintagesrennen in Marokko in den Provinzen Casablanca, Khouribga, Béni Mellal und Safi. Die Rennserie wird seit 2011 jährlich im April ausgetragen und umfasst die Challenge Khouribga, die Challenge Youssoufia und die Challenge Ben Guerir. Der königlich-marokkanische Radsportverband FRMC ist Ausrichter des Wettbewerbs. Die drei Rennen der Challenges Phosphatiers sind jeweils Teil der UCI Africa Tour in der Kategorie 1.2. 

## Sieger

### Challenge Khouribga
- 2015:  Mouhssine Lahsaïn
- 2013–2014: keine Austragung
- 2012:  Tarik Chaoufi
- 2011:  Maroš Kováč

### Challenge Youssoufia
- 2015:  Abdelatif Saadoune
- 2013–2014: keine Austragung
- 2012:  Mouhssine Lahsaïn
- 2011:  Adil Jelloul

### Challenge Ben Guerir
- 2015:  Lahcen Saber
- 2013–2014: keine Austragung
- 2012:  Abdellah Ben Youcef
- 2011:  Hassan Zahboune